# Slavíkov
Slavíkov település Csehországban, a Havlíčkův Brod-i járásban. Slavíkov Vysočina, Sloupno, Ždírec nad Doubravou, Libice nad Doubravou és Podmoklany településekkel határos. Lakosainak száma 308 fő (2024. január 1.).

## Népesség
A település lakosságának változását az alábbi diagram mutatja:
| Lakosok száma | 963  | 994  | 914  | 645  | 469  | 310  | 296  | 293  | 284  | 308  |
|               | 1869 | 1890 | 1921 | 1950 | 1980 | 2001 | 2017 | 2019 | 2022 | 2024 |